# Zane Eglīte
Zane Eglīte (10 de dezembro de 1984) é uma basquetebolista profissional letã.

## Carreira
Zane Eglīte integrou a Seleção Letã de Basquetebol Feminino, na Pequim 2008, que terminou na nona colocação.